# NK Vipava
Nogometni klub Vipava (tiếng Việt: Câu lạc bộ bóng đá Vipava), thường hay gọi NK Vipava hoặc đơn giản Vipava, là một câu lạc bộ bóng đá Slovenia, thi đấu ở thị trấn Vipava. Câu lạc bộ được thành lập năm 1996. Đội bóng hiện tại thi đấu ở Giải bóng đá hạng ba quốc gia Slovenia với tên gọi Fama Vipava vì lý do tài trợ. Đội bóng giành quyền lên chơi ở cấp độ 3 sau khi vô địch  Littoral League 2014–15. Sân nhà là Sân vận động Ob Beli  với sức chứa 1.000 khán giả, được xây dựng năm 1999.

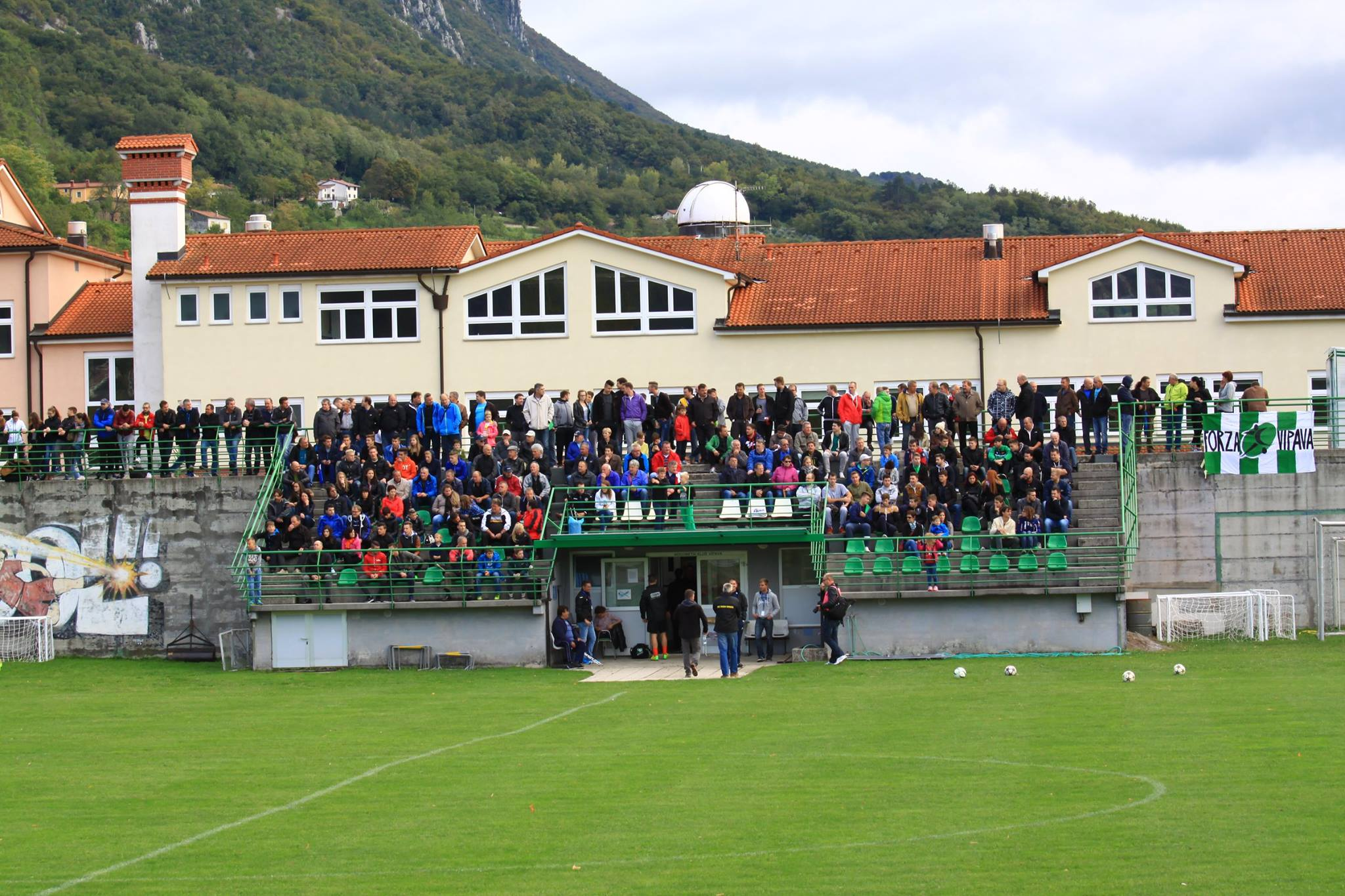
Sân vận động của NK Vipava

## Lịch sử
Câu lạc bộ đầu tiên của Vipava bắt đầu vận hành năm 1919, khi Vipava dưới sự cai trị của người Ý, và vẫn hoạt động đến khi Thế chiến thứ II nổ ra. Trận đấu đầu tiên được ghi lại chính thức là với đội bóng Postojna. Trận đấu diễn ra ở Vipava và đội nhà giành chiến thắng với tỉ số 3–0. Sau Thế chiến thứ II, cụ thể hơn sau năm 1967, câu lạc bộ thi đấu ở các giải hạng thấp của Nam Tư. Bên cạnh các cầu thủ bóng đá địa phương, các nhân viên và binh lính của Quân đội Nhân dân Nam Tư cũng thi đấu cho câu lạc bộ. Năm 1996, một câu lạc bộ mới được hình thành với tên gọi như hiện tại NK Vipava.

## Danh hiệu
- Giải bóng đá hạng tư quốc gia Slovenia: 1

2014–15